# ك. بنتلي
ك. بنتلي (1785 بإنجلترا في المملكة المتحدة - )  (بالإنجليزية: C. Bentley)‏ هو لاعب كريكت بريطاني. لعب مع نادي مارليبون للكريكت ‏.